# Burhanuddeen Lomae
Burhanuddeen Loma (thailändisch บูรฮานุดดีน ลอแม; * 5. November 1997), auch als Ang bekannt, ist ein thailändischer Fußballspieler.

## Karriere
Burhanuddeen Loma steht seit Mitte 2023 beim Chainat Hornbill FC unter Vertrag. Wo er vorher gespielt hat, ist unbekannt. Der Verein aus Chainat spielt in der zweiten Liga, der Thai League 2. Sein Zweitligadebüt gab Burhanuddeen Loma am 2. September 2023 (4. Spieltag) im Heimspiel gegen den Phrae United FC. Bei der 1:-Heimniederlage wurde er in der 87. Minute für Fittaree Khadearee eingewechselt. Für Chainat bestritt er elf Ligaspiele. Im Juni 2024 wurde sein Vertrag in Chainat nicht verlängert. Mitte August 2024 verpflichtete ihn der Drittligaaufsteiger Yala City FC. Mit dem Verein aus Yala spielt er in der Southern Region der Liga.